# Efecto Kuleshov
El efecto del editor, más conocido como el efecto Kuleshov, es un fenómeno del montaje cinematográfico aplicado por editores y demostrado por el cineasta Lev Kuleshov durante los años veinte. Kuleshov mostró frente a una audiencia una secuencia en la que se intercalaba la misma toma del actor Iván Mozzhujin con las de un plato de sopa, un ataúd y una niña jugando. La audiencia percibió que la expresión de Mozzhujin cambiaba en cada secuencia, con lo cual se comprobó que el montaje tiene una gran influencia en la comprensión semántica de lo que aparece en una escena.

## El experimento
Kuleshov estuvo encargado de un taller de montaje poco después de la revolución de 1917 y los cineastas Vsévolod Pudovkin y Serguéi Eisenstein fueron sus alumnos. En 1922, Pudovkin describió un supuesto experimento que realizó junto con Lev Kuleshov en el cual se intenta explicar lo que llamó “el efecto Kuleshov”. El experimento, según lo describe Pudovkin, consistió en la selección de primeros planos del rostro neutral del conocido actor Iván Mozzhujin unidos a fragmentos de otras películas, elegidas ante la ausencia de negativos nuevos para manipular.
Se generaron tres diferentes combinaciones. En la primera, se mostraba un plato de sopa en una mesa después del primer plano, de manera que Mozzhujin parecía mirar el plato. En la segunda, se reemplazó la toma del plato con una toma de una mujer en un ataúd. En la tercera, se utilizó una toma de una niña jugando con un oso de peluche. Posteriormente, las combinaciones fueron mostradas ante una audiencia. Ante la sopa, la gente percibía lo pensativo que se veía el rostro de Mozzhujin; el ataúd les hizo percibir tristeza en el rostro y la niña jugando con su oso de peluche sugirió que Mozzhujin sonreía. En los tres casos, la cara era la misma. Kuleshov llamó "geografía creativa" a la creación de esta narrativa visual coherente y los efectos que producía montar varios fragmentos de película ya existente.

## Explicación
El "efecto Kuleshov” es quizá el ejemplo de la importancia de sintaxis fílmica. La contemplación de una cinta no es un fenómeno de estímulo-respuesta, sino que el espectador es un participante activo en el proceso de la creación de significados. La audiencia proyecta sus propias emociones en la cara del actor basándose en cánones de representación de las expresiones. Aunado a esto, los códigos que se leen en las imágenes de la sopa, el ataúd y la niña conllevan a relacionarlas con sentimientos como necesidad, la tristeza y felicidad, respectivamente.
El efecto perceptual producido con la sucesión de imágenes es rápido, inconsciente y casi automático. Al encuadrar el escenario de cierto modo y ordenar una historia en una secuencia particular, la película establece expectativas sobre sus relaciones espaciales y temporales, es decir, las imágenes estereoscópicas y en movimiento generan un sentido de espacio para el espectador.
En cuanto a su orden, la psicología perceptual explica que la yuxtaposición consecutiva de imágenes, indica, para la gran mayoría, que las tomas están relacionadas. Asimismo, al ver las imágenes se formulan hipótesis inmediatas sobre el significado narrativo de eventos específicos e inconscientemente se infiere una conexión entre ellos; en otras palabras, el colocar una imagen o secuencia antes de otra puede construir una unión semántica entre ambas.
De esta forma, Lev Kuleshov demostró que la manipulación del contexto puede alterar la percepción de la audiencia sobre la expresión facial del actor a través de pensamientos y sentimientos. El contexto también facilita la habilidad para reconocer estímulos que de otro modo serían imperceptibles, al alterar las percepciones a través de la creación de expectativas.

## Discusión y otros experimentos
A pesar de la influencia del experimento en la literatura cinematográfica, no existe evidencia de su realización ya que, según el mismo Kuleshov, las cintas nunca fueron mostradas a una audiencia y, además, fueron destruidas durante la Segunda Guerra Mundial. Por ello, más que una prueba científicamente fundamentada, el “efecto Kuleshov” ha pasado a formar parte de la “mitología del cine” cuya única referencia son los relatos de Pudovkin y Kuleshov.
Aunado a la falta de pruebas, existe una contradicción en la forma en que tanto Pudovkin como Kuleshov describieron el experimento. El primero relató que una de las tomas incluía a una mujer en un ataúd, mientras que Kuleshov afirmó en una entrevista realizada durante los últimos años de su vida que se trataba de una mujer desnuda en un sofá.  
De igual forma, si se asume que el experimento en verdad se haya realizado frente a una audiencia, los sujetos que formaron parte de ella pudieron haber constituido un público ingenuo y no acostumbrado al cine. Otra posibilidad es que Kuleshov haya influido en las expectativas de la audiencia antes de la proyección, provocando en ella las reacciones que él esperaba y no las genuinas. Una tercera explicación dice que el montaje de Kuleshov era más elaborado de lo que se explica, por lo que el efecto se generó con señales y códigos que no mencionaron Pudovkin ni Kuleshov. Por otra parte, el efecto Kuleshov puede ser probado si los espectadores no son conscientes sobre la realización del experimento. De otra manera, la audiencia podría reportar lo que cree que debería estar viendo.
Además del experimento con Mozzhujin, Kuleshov siguió estudiando los efectos del montaje y tratando de explicar sus repercusiones en el cine. Según el diario de la actriz Aleksandra Jojlova y otros documentos del periodo de 1919 a 1921, Kuleshov mandó una propuesta a la sección fotográfica del Centro Regional de Educación Política (Gubpolitprosvet) expresando la necesidad de experimentar con material fílmico para establecer las leyes básicas del cine.
La propuesta fue aceptada y se realizaron tres experimentos, de los cuales aún se preservan fragmentos en nitrato positivo en el archivo personal de Kuleshov. Estos tres incluso son mencionados en sus escritos (El baile, El hombre creado y El espacio creado). El más extenso de ellos nunca fue mencionado por Kuleshov, aunque es el único experimento totalmente conservado. La cinta mide 9 metros y en ella aparecen los actores Konstantín Jojlov, Aleksandra Jojlova, Leonid Obolenski y Zoya Tarjóvskaya actuando un asesinato en el pórtico de una casa. El propósito de los experimentos, según Kuleshov, era hacer coincidir los movimientos de los actores al final de una toma temprana con los del inicio de otra toma posterior.
Otro experimento parcialmente conservado es La superficie creada de la Tierra, grabado en 1920. En éste se tomaron algunos eventos en diferentes lugares de Moscú y Washington que posteriormente, al yuxtaponerse, parecían formar parte de la misma secuencia, sin que el espectador notara los cambios de espacio. Las tomas mostraban a Obolenski caminando de izquierda a derecha, a Jojlova caminando de derecha a izquierda, un saludo entre ambos, el hombre apuntando con la mano, una toma del Capitolio y ambos subiendo las escaleras de un edificio blanco. Juntas, las tomas simulan una acción ininterrumpida donde todo pasa en el mismo espacio.
Después de realizar este experimento, Kuleshov reafirmó que el espacio físico y tiempo “real” pueden ser totalmente subordinados al montaje y que su fuente se encuentra en la conciencia del espectador. Su percepción era que el material editado no mostraba relación alguna con la realidad objetiva. Ambos experimentos se mostraron el 4 de junio de 1921 durante una conferencia llamada Reglas para la construcción de imágenes cinemáticas, pero el texto se perdió.
Para probar el experimento de una forma rigurosamente científica, Stephen Prince y Wayne Hensley de la Universidad de Texas realizaron una recreación de éste en 1992 siguiendo condiciones similares. Ellos descubrieron que la secuencia estaba lejos de ser un método efectivo de comunicación. Los resultados revelaron que solo un pequeño porcentaje de los espectadores llegaron a una interpretación correcta de los mensajes que se habían querido comunicar. Sin embargo, las recreaciones del experimento no podían funcionar de la misma manera, pues en 70 años las audiencias habían cambiado y evolucionado en comparación a quienes habían presenciado las cintas en la era de Kuleshov. Una audiencia moderna, en virtud de una exposición prolongada a los medios, en comparación con la época de Kuleshov, está acostumbrada a las señales que provee y conoce el sistema de edición lineal, por lo que es poco probable que sea consciente del proceso de montaje que requiere y el contenido de dichas señales.

## Implicación en la teoría cinematográfica
El efecto Kuleshov es fundamental en discusiones sobre la estética del montaje como prueba de que el significado cinematográfico se da en función del orden de las tomas.    
Kuleshov probó que en una secuencia el orden de las tomas influye en la percepción y el significado de las acciones de los actores. La premisa básica del efecto Kuleshov es que el significado cinematográfico es una función de la secuencia editada, más que de la toma en sí misma. En palabras de Kuleshov: “El contenido de las tomas en sí mismo no es tan importante como la unión de dos tomas de diferente contenido y el método de su conexión y alteración.”
Estas bases teóricas fueron el fundamento para las teorías del formalismo cinematográfico ruso. Estas entendieron al montaje como un medio por el cual se producían cambios de significado al reorganizar los elementos de una cinta. Víktor Shklovski, teórico del formalismo ruso, confirma la idea de Kuleshov sobre la generación de sentido a través de la yuxtaposición y el primer plano al explicar la impresión que tiene una película en el espectador frente a las intenciones del editor. En este sentido, el montaje es el medio por el cual el cineasta ejerce su punto de vista y su propósito ideológico. Kuleshov afirma:

“Con el montaje correcto, aun cuando uno dirige el trabajo de un actor sobre algo totalmente diferente, se logra llegar al espectador como lo interpretó el editor. Esto es debido a que el espectador completará la secuencia por sí mismo y verá aquello que es sugerido por el montaje en sí”.
Lev Kuleshov

Para Shklovski, ni el fotograma ni la toma aislada tienen sentido en sí mismas, ya que el movimiento físico de los actores es limitado. En cambio, es la posición de la toma dentro de la película la que determina la percepción de la audiencia, aun si ésta cree que el sentido es producto del trabajo del actor.  
Por su parte, Pudovkin partió de los experimentos para desarrollar su teoría sobre el "montaje relacional", con el cual el editor era el "guía psicológico del espectador". Asimismo, distinguió seis tipos de montaje: contraste, paralelismo, simbolismo, simultaneidad y leitmotif, con lo cual contribuyó al análisis y teorización que dio lugar a la teoría formalista del cine.
Kuleshov veía al montaje como la estructura elemental por la cual se logra el significado deseado, y como más importante en la organización secuencial que los cuadros dentro de un filme. Sin embargo, más tarde admitió en The Principles of Montage (en The Practice of Film Direction) que se había equivocado al afirmar que el montaje era crucial para la cinematografía y que todo lo demás era secundario. En realidad, corrige, el material fílmico involucra el trabajo de todas las personas que aparecen en la escena y la realidad retratada en la pantalla.
Este fue el punto de partida para sus próximos escritos sobre teoría cinematográfica. Kuleshov desarrolló una teoría del montaje en la cual, a través de cortes rápidos entre tomas, él esperaba librar al cine soviético de su excesiva dependencia de las convenciones teatrales. Él intentó poner cada parte de la pantalla al servicio de la trama para desintegrar la relación estática de la cámara con el actor y el escenario. Kuleshov fue uno de los primeros cineastas que aprovecharon el potencial de la cámara para crear y manipular los espacios geográficos y crear otro punto de vista peculiar sobre el cine al traducir esas ideas en proposiciones teóricas.
Así, Kuleshov intentó aislar atributos formales específicos que veía como esenciales del medio cinematográfico:  
- Historia: La secuencia temporal y causal de los eventos narrados.
- Trama: La narración de esa historia en una forma distorsionada y privada de sus derechos en la que se enfatiza la opacidad y artificialidad de la novela sobre la simplicidad de contar historias.

Kuleshov tenía la intención de articular las cualidades particulares del cine. En El arte del cine su enfoque principal era crear un sistema o método ordenado de la cinematografía.
Kuleshov mantiene que, a través de la relación entre el espacio en escena (bidimensional) y el global (narrativo), la coreografía, la composición y el montaje, un filme comunicaría brevemente y permitiría que la audiencia asimile la trama fácil y rápidamente.

## Efecto Kuleshov auditivo
Del mismo modo que el experimento original de Kuleshov demuestra la importancia e influencia del montaje a la hora de interpretar las imágenes, si se cambia el experimento poniendo en una misma escena diferentes melodías, también se puede cambiar totalmente el significado de esta. La música puede complementar la acción de las imágenes, intensificarla o contrastarla; de los tres modos es un elemento fundamental para la interpretación de las imágenes y para la respuesta que el público tiene ante éstas. Es por este motivo que una de las maneras más sencillas de cambiar el tono de una escena es variando la música, ya que ésta afecta psicológicamente al espectador y en su comprensión de lo que está viendo. Por ejemplo, si en una escena se ve a un hombre y una mujer que se acercan uno al otro caminando mientras se miran, la música pondrá en contexto al espectador y determinará lo que piensan del otro, si se están enamorando, si se desean sexualmente, o si por el contrario se odian, etcétera. Por lo tanto, la música también anticipa y prepara al espectador para lo que vendrá. Por ejemplo, en las películas de miedo la música se utiliza para marcar los momentos de más tensión y para asustar al espectador. Siguiendo esta idea, una mala elección de la música puede arruinar una escena o cambiar completamente su significado, dándole uno que no estaba planeado.

### Estudios y explicación de la causa
Un estudio de la Universidad de California en Los Ángeles situó a unas personas observando a otras, y demostró a través de escáneres cerebrales que a los que observaban a otros hacer un esfuerzo físico, se les encendía la parte del cerebro asociada con los músculos utilizados por los otros, de la misma manera que si veían a una persona sonreír, las neuronas asociadas con pertinentes músculos faciales se encendían. Sin embargo, la parte más interesante del estudio es que probó que las neuronas asociadas con la respectiva emoción, en este caso la felicidad, también hacían contacto. El ser humano reacciona así porque ha evolucionado con el objetivo de entender a sus semejantes a través de la empatía, de modo que cuando se ve a alguien haciéndose una herida se entiende que duele, o si llora, que está triste. Este efecto se extiende hacia el ámbito de la música, ya que hay ciertas melodías que inconscientemente y de forma popular se relacionan con sensaciones y emociones.
Esta relación inconsciente que realiza el cerebro se puede utilizar de forma simple y lógica en la creación de contenido audiovisual, por ejemplo, poniendo una música con un tempo lento en un momento romántico para enfatizar la acción, o se puede utilizar de forma más elaborada para crear un mayor impacto en el público o explicar mejor la emoción de un personaje. Por ejemplo, si en una escena el protagonista está tomando venganza de forma cruenta se le pone una música alegre (la escena de la tortura en Reservoir Dogs de Quentin Tarantino es un perfecto ejemplo).

### Uso del silencio
En las producciones cinematográficas la música y el sonido están completamente estudiados y pensados según la reacción deseada en el espectador y el significado que se le quiere dar a las imágenes. Sin embargo, también es un recurso muy útil la eliminación de la música en algunas escenas para así dejar su significado "desnudo", sin ningún tipo de aditivo, asegurándose así que el espectador no relaciona la escena con nada innecesario o no deseado y, por tanto, no se varía su interpretación. Así, el espectador no queda sobresaturado y también es capaz de introducirse mejor en la escena.